# Richard L. Liboff
Richard Lawrence Liboff (* 30. Dezember 1931 in New York City; † 9. März 2014 ebenda) war ein US-amerikanischer Physiker und Autor mehrerer Physik-Lehrbücher.

## Leben
Liboff erlangte 1961 an der New York University (NYU) den akademischen Grad PhD mit einer Arbeit zur theoretischen Plasmaphysik: Propagation of Long Wavelength Disturbances in a Plasma. Betreuer der Arbeit waren Harold Grad und Bruno Zumino. Anschließend lehrte er Physik an der NYU und war Forschungsassistent am Courant Institute der NYU.
1964 ging er an die Cornell University, wo er zunächst an der School of Electrical Engineering und später zusätzlich an der School of Applied Physics tätig war.
1970 wurde er ordentlicher Professor (Full Professor). Er publizierte zahlreiche Arbeiten zu den Gleichgewichts- und Transporteigenschaften von Fluiden und Plasmen, zur Quantentheorie (speziell zum Quantenchaos) sowie zu astrophysikalischen Problemen und zum Einfluss elektromagnetischer Felder auf biologische Systeme. Bekannt wurde er durch seine Physik-Lehrbücher, die in mehreren Auflagen erschienen sind.
1972 wurde er Fellow der American Physical Society.

## Bücher (Auswahl)
- Richard L. Liboff: Kinetic Theory: Classical, Quantum, and Relativistic Descriptions. Third Edition Auflage. Springer, New York 2003, ISBN 978-0-387-95551-3, S. xx, 572.
- Richard L. Liboff: Introductory Quantum Mechanics. Fourth Edition Auflage. Addison-Wesley, San Francisco 2003, ISBN 978-0-8053-8714-8, S. xvii, 880.
- Richard L. Liboff: Primer for Point and Space Groups. Springer, New York 2004, ISBN 978-0-387-40248-2, S. xiv, 220.